# Pancho Guerrero
Francisco Guerrero (Rosario, Santa Fe, Argentina, 23 de junio de 1931 - Buenos Aires, 2 de abril de 2019), conocido como Pancho Guerrero, fue un director de televisión. En 1941 por problemas económicos fue traído a vivir a Buenos Aires por su padre, que era un abogado español y su madre, de apellido Varela Arias, que pertenecía a una familia acomodada. Luego de estudiar teatro comenzó en 1951 a trabajar en televisión como camarógrafo en la primera transmisión realizada en el país y, más adelante, fue un prestigioso director de televisión.

## Carrera profesional
Estudió teatro a los catorce años con la actriz Lola Membrives y viajaba con frecuencia a Rosario con diferentes compañías. Trabajando como claque en el Teatro La Comedia de esa ciudad trabó amistad con Juanito Belmonte, Javier Portales y Alberto Olmedo, a quien le consiguió su primer trabajo en Canal 7 en 1955, como switcher.
Manejó una de las cámaras en la transmisión inaugural de la televisión argentina por Canal 7 el 17 de octubre de 1951 y continuó como camarógrafo los años siguientes. En 1954 a raíz de un conflicto renunciaron los directores y los asistentes de televisión, algunos de los cuales emigraron al exterior, y varios camarógrafos, incluido Guerrero, pasaron a dirigir.
En 1956 dirigió el Ciclo de teatro policial y en 1957 Historias fantásticas de suspenso. En 1958 dirigió a Niní Marshall en su primer paso de la radio a la televisión y en 1959 lo hizo en el ciclo Gran Teatro Universal. Ese mismo año dirigió el ciclo de gran repercusión llamado Distrito Norte, una serie sobre libretos del novel escritor Jorge Falcón contó con un elenco integrado por Javier Portales, José María Langlais, Enrique Kossi, Beto Gianola, Hilda Rey, Rodolfo Crespi y Fabio Zerpa. La acción en este programa transcurría en una comisaría de un lugar no precisado de Argentina y fue el primer programa de televisión que salió de gira por teatros, realizando funciones tanto en salas del centro como de los barrios. Fue la primera telenovela policial en la que se habló de temas tabú como las torturas y las picana eléctrica en las comisarías y en el que aparecen por primera vez efectos especiales con explosiones y tiroteos. 
Uno de los programas que dirigió en 1959 fue Grandes revistas del Teatro El Nacional, una comedia musical en la que se presentaban las grandes estrellas que estaban trabajando en dicho teatro.
En 1960 dirigió en Canal 7 el documental "Buenos Aires insólito" con temas de la ciudad escondida y conducción de Augusto Bonardo. Ese año Guerrero dirigió entre abril y agosto a "Operación Cero", un programa atrapante con libretos de Jorge Falcón. La acción transcurría en un submarino varado en el Río de la Plata que hizo en madera el escenógrafo Mario Vanarelli pero del cual tuvo que prescindir el libretista el primer día de emisión porque no estaba listo. Entre los intérpretes estuvieron Ernesto Bianco, Adolfo Linvel, Beto Gianola, Enrique Kossi, José María Langlais, Juanito Belmonte, Fabio Zerpa, Rolando Dumas y Rogelio Romano. El programa siempre tuvo elevado nivel de audiencia aunque competía con el programa de Luis Sandrini pero el día en que se anunció la transmisión del desembarco que se realizaría en vivo desde la playa de Olivos lograron que los viera el 96 % de los televidentes. Esa noche Guerrero quería hacer una toma con los actores en el agua del río, pese a los dos grados bajo cero de temperatura, y los protagonistas se negaron, hasta que el propio director se sacó el gamulán y se tiró en el agua helada. Sobre el programa escribió la revista Platea:

”Como en una tragedia de corte senequista, en la obra Operación Cero murieron todos los tripulantes del submarino. Largos parlamentos, extensas agonías, inyecciones, cocineros emotivos que matan por piedad, en fin…, no faltó nada para adobar la truculencia” 

La misma dupla Guerrero-Falcón estuvo en el ciclo Yo y un millón, primero en Canall 7 y luego en Canal 9.
Actividades en el extranjero
España: Pinky – Ibáñez Serrador – Analía Gadé – Naty Mistral – Etc.
Colombia: Inauguración del Satélite Medellín - Programa Campana de Cristal –
Panamá: La nave del Olvido (Dino Ramos)
Puerto Rico: La Nave del Olvido (Dino Ramos – Christian Bach)
Alemania: Boxeo Bonavena
México D.F.: Pinky, Cantinflas . Asesor Televisa
EE. UU.: Campaña Bonavena Eliminatorias Mundial ´94

## Premios y distinciones
Argentina
- Martín Fierro
- Distinción Juan Pablo II
- Cruz de Plata Esquiú
- San Gabriel
- Santa Clara de Asís
- Audiencia
- Premio APTRA al Pionero de la TV
- Premio Policía Federal
- Medalla Inauguración del Satélite de Balcarce
- KM 0 (Inst. Histórico de la Ciudad de Bs.As.)
- Premio a la Trayectoria Presidencia de la Nación
- La Radio (Por Revista de Revistas)
- Medalla de Oro (por "Esta Noche Grabación")
- Irupé de Plata (Rosario 2 veces)
- Círculo de Periodistas Deportivos
- Premio Neptuno del Arte (1991)
- Records Internacional
- Canal 9 ("Una voz en el teléfono")
- Premio Quasar
- LR3 Canal 7 al Pionero
- Premio "Al Maestro con Cariño" TEA

España
- Mención Jacinto Benevente
- Plaqueta de honor - Embajada de España

## Vida personal
Estuvo sucesivamente casado con Carmen Morales, Beba Granados, Dorys del Valle-  -con quien tuvo a sus dos hijos,  Martín Guerrero; productor, periodista y realizador integral y Fernanda Guerrero; licenciada en trabajo social, esposa del actor Jorge Marrale-, y -desde hace muchos años- con Elisa Tuero.

## Filmografía
Director
- La pulga en la oreja (1981)
- Clínica con música  (1974)

Intérprete
- Un viaje de locos  (1974

## Televisión
- Tal como somos (serie) (1984)
- Identikit  (película) (1978)
- Ciclo Myriam de Urquijo (serie) (1969)
- Sábados Continuados
- Siete y medio (1969)